# Episodi di Alvin Show
Elenco degli episodi della serie animata degli anni 60 Alvin Show.
| n° | Titolo originale          | Titolo italiano            | Prima TV originale | Prima TV Italia |
| -- | ------------------------- | -------------------------- | ------------------ | --------------- |
| 1  | Good Neighbor             | Buon vicino                | 1961               | 1980            |
| 2  | Ostrich                   | Ostriche                   | 1961               | 1980            |
| 3  | Squares                   | Piazze                     | 1961               | 1980            |
| 4  | Sam Valiant, Private Nose | Sam valoroso, naso privato | 1961               | 1980            |
| 5  | Overworked Alvin          | Operai di lavoro           | 1961               | 1980            |
| 6  | Alvin's Curse             | La maledizione di Alvin    | 1961               | 1980            |
| 7  | Alvin's Alter Ego         | Doppio Alvin               | 1961               | 1980            |
| 8  | Stanley the Eagle         | Stanley l'aquila           | 1961               | 1980            |
| 9  | Fancy                     | Eleganza                   | 1961               | 1980            |
| 10 | Sun Valiant: Real Estate  |                            | 1961               | 1980            |
| 11 | Dude Ranch                |                            | 1961               | 1980            |
| 12 | Camping Trip'             |                            | 1961               | 1980            |
| 13 | Bentley Van Rolls         |                            | 1961               | 1980            |
| 14 | The Whistler              |                            | 1962               | 1982            |
| 15 | Love Sick Dave            |                            | 1962               | 1982            |
| 16 | Jungle Rhythm             |                            | 1962               | 1982            |
| 17 | Theodore's Dog            |                            | 1962               | 1982            |
| 18 | Hillbilly Son             |                            | 1962               | 1982            |
| 19 | Little League             |                            | 1962               | 1982            |
| 20 | Eagle in Love             |                            | 1962               | 1983            |
| 21 | Alvin's Studio            |                            | 1962               | 1983            |
| 22 | Haunted House             |                            | 1962               | 1983            |
| 23 | Sir Alvin                 |                            | 1962               | 1984            |
| 24 | Good Manners              |                            | 1962               | 1984            |
| 25 | Eagle Music               |                            | 1962               | 1984            |
| 26 | Disc Jockey               |                            | 1962               | 1984            |

## Seconda stagione
| n° | n° | Titolo originale                   | Prima TV originale | Prima TV Italia |
| -- | -- | ---------------------------------- | ------------------ | --------------- |
| 1  | 27 | Learn Frisian                      | 1964               | 1986            |
| 2  | 28 | Simon loses cervell                | 1964               | 1986            |
| 3  | 29 | Poor Alvin                         | 1964               | 1986            |
| 4  | 30 | The limit - Part one               | 1964               | 1986            |
| 5  | 31 | Alvin Furious - Part two           | 1964               | 1986            |
| 6  | 32 | Simon lucky                        | 1964               | 1986            |
| 7  | 33 | The great Alvin is watching you    | 1964               | 1986            |
| 8  | 34 | Squirrels in the dump              | 1964               | 1986            |
| 9  | 35 | 66 things before returning in 1906 | 1964               | 1986            |
| 10 | 36 | Absolute Nothingness               | 1964               | 1986            |
| 11 | 37 | At school in B                     | 1964               | 1986            |
| 12 | 38 | Contemporary                       | 1964               | 1986            |
| 13 | 39 | Deviled Eggs                       | 1964               | 1986            |
| 14 | 40 | Spain loaf                         | 1964               | 1987            |
| 15 | 41 | The horror movie                   | 1964               | 1987            |
| 16 | 42 | Terrified!                         | 1964               | 1987            |
| 17 | 43 | A perfect picture                  | 1964               | 1987            |
| 18 | 44 | Supercalifragilisticexpialidocious | 1964               | 1987            |
| 19 | 45 | Chinese born in America            | 1964               | 1987            |
| 20 | 46 | The sponsor                        | 1964               | 1987            |
| 21 | 47 | A strange Christmas                | 1964               | 1987            |
| 22 | 48 | The stranger                       | 1964               | 1987            |
| 23 | 49 | Super Duffer to the rescue!        | 1964               | 1987            |
| 24 | 50 | Back to the roots                  | 1964               | 1987            |
| 25 | 51 | Just a carrot can save us          | 1964               | 1987            |
| 26 | 52 | The Challenge                      | 1964               | 1987            |
| 27 | 53 | Strawberry Brothers                | 1965               | 1988            |
| 28 | 54 | The Misfortune cookie              | 1965               | 1988            |
| 29 | 55 | The brotherhood                    | 1965               | 1988            |
| 30 | 56 | Opposite of Opposite               | 1965               | 1988            |
| 31 | 57 | Time travel                        | 1965               | 1988            |
| 32 | 58 | Alone in the world                 | 1965               | 1988            |
| 33 | 59 | The intruder                       | 1965               | 1988            |
| 34 | 60 | Families to green                  | 1965               | 1988            |
| 35 | 61 | Mystery Rock 'n' Roll              | 1965               | 1988            |
| 36 | 62 | Books? That's enough!              | 1965               | 1988            |
| 37 | 63 | School bullies                     | 1965               | 1988            |
| 38 | 64 | Extras                             | 1965               | 1988            |
| 39 | 65 | Extras                             | 1965               | 1988            |
| 40 | 66 | Jokes of Anesthesia                | 1965               | 1989            |
| 41 | 67 | Without Recreation                 | 1965               | 1989            |